# Amalner
Amalner è una città dell'India di 91.456 abitanti, situata nel distretto di Jalgaon, nello stato federato del Maharashtra. In base al numero di abitanti la città rientra nella classe II (da 50.000 a 99.999 persone).

## Geografia fisica
La città è situata a 21° 02' 35 N e 75° 03' 54 E.

## Società

### Evoluzione demografica
Al censimento del 2001 la popolazione di Amalner assommava a 91.456 persone, delle quali 47.501 maschi e 43.955 femmine. I bambini di età inferiore o uguale ai sei anni assommavano a 10.698, dei quali 5.713 maschi e 4.985 femmine. Infine, coloro che erano in grado di saper almeno leggere e scrivere erano 66.638, dei quali 38.113 maschi e 28.525 femmine.